# Тоґо Сіґенорі
Тоґо Сіґенорі (яп. 東郷茂徳, とうごう しげのり; кор. 박무덕) — японський політик та дипломат корейського походження часів Другої світової війни.

## Біографія
Тоґо Сіґенорі народився 10 грудня 1882 року в селищі Наесіроґава (зараз частина міста Хіокі) префектура Каґосіма у сім'ї нащадків корейських полонених, вивезених японськими військами під час Імджінської війни.
В 1904 році закінчив Літературний факультет Токійського імператорського університету. Потім вивчав німецьку мову в Університеті Мейдзі.
З 1912 року Тоґо влаштувався в Міністерство закордонних справ. У липні 1916 року він відвідав Петроград. У 1920 році, після поразки Німецької імперії у Першій світовій війні, взяв участь в переговорах зі складання Версальського мирного договору. Тоді ж він зустрів Едіту де Лаланд — вдову відомого в Японії німецького архітектора Георга де Лаланда, і в 1921 році вони одружилися.
Сіґенорі брав участь у встановленні дипломатичних відносин Японії з СРСР у 1925 році.
Пізніше, в 1939 році Тоґо зміг передбачити підписання Пакту про ненапад між Німеччиною і СРСР, про що 18 серпня повідомив своє начальство.
У 1941 році Тоґо був призначений міністром колоній і, таким, чином, став найбільш високопоставленим корейцем в Японській імперії. Він украй скептично поставився до ідеї війни на Тихому океані, так як вважав, що в Японії не вистачить сил і ресурсів за перемоги. Протягом війни Тоґо виступав за якнайшвидше її закінчення, чим викликав невдоволення у радикально налаштованих військових.
У 1945 році, після ядерних бомбардувань Хіросіми і Наґасакі, Японська імперія ухвалила рішення про капітуляцію. На наступний день імператор Сьова оголосив про капітуляцію. Незабаром після цього Тоґо був відправлений у відставку.
Під час окупації Японії Тоґо був заарештований і представ перед Міжнародним військовим трибуналом для Далекого Сходу. Він був засуджений до двадцяти років в'язниці. Тоґо помер в ув'язненні у 1950 році.